# دينيس غوير
دينيس غوير هو سياسي أمريكي، ولد في 11 يوليو 1966. نشط حزبياً في الحزب الديمقراطي. وقد انتخب عضو مجلس نواب ماساتشوستس ‏.